# Уайли, Кейлеб
Ке́йлеб Ра́йан Уа́йли (англ. Caleb Ryan Wiley; родился 22 декабря 2004) — американский футболист, защитник клуба «Челси» и сборной США. Выступает на правах аренды за клуб «Уотфорд».

## Клубная карьера
Воспитанник футбольной академии клуба «Атланта Юнайтед». В январе 2022 года подписал с клубом «доморощенный контракт». 26 февраля 2022 года дебютировал за клуб в матче MLS против клуба «Спортинг Канзас-Сити», выйдя на замену Хосефу Мартинесу на 75-й минуте, а спустя 14 минут забил гол. 11 марта 2023 года в матче против «Шарлотта» забил два гола и отдал одну голевую передачу, за что был включён в символическую сборную игрового дня и был назван лучшим игроком игрового дня.

## Карьера в сборной
В феврале 2020 года получил вызов в сборную США до 17 лет. 19 февраля 2020 года дебютировал за сборную США до 17 лет в матче против сверстников из Испании.
11 ноября 2021 года дебютировал за сборную США до 20 лет в матче против сверстников из Бразилии.
За сборную США дебютировал 19 апреля 2023 года в товарищеском матче со сборной Мексики, выйдя на замену на 90-й минуте вместо Сержиньо Деста.